# جورج غاريت
جورج غاريت (بالإنجليزية: George Garrett)‏‏ (11 يونيو 1929 في أورلاندو، فلوريدا - 25 مايو 2008 في شارلوتسفيل) روائي، وشاعر من الولايات المتحدة.

## الجوائز
- زمالة غوغنهايم
- جائزة روما الأمريكية
- جائزة بن/مالامود